# Гавриченко, Фёдор Николаевич
Фёдор Николаевич Гавриченко (1892—1940) — советский военный деятель, комбриг (1935).

## Биография
Родился 15 марта 1892 года в селе Найтоповичи Стародубского уезда Черниговской губернии, ныне Унечского района Брянской области, в казачьей семье: отец — Гавриченко Николай Андреевич, мать — Гавриченко Евдокия Савельевна.
В 1903 году окончил сельскую церковно-приходскую школу в родном селе, после чего работал в семейном подсобном хозяйстве. В октябре 1913 года был призван Российскую императорскую армию. В 1914 году окончил учебную команду и принимал участие в Первой мировой войне. За боевые отличия был награждён двумя Георгиевскими крестами (3-й и 4-й степеней). Последний чин в царской армии — фельдфебель. После демобилизации вернулся в родное село, где и узнал об Октябрьской революции.

### Гражданская война
15 мая 1918 года Гавриченко добровольно вступил в Красную армию. Проходил службу в 1-м Крестьянском Советском полку, затем был помощником начальника 2-го Днепровского Повстанческого отряда, действовавшего против немецких войск в Белоруссии и Украине. С 11 ноября 1918 года — командир второго батальона Богунского полка. В 1919 году вступил в ВКП(б)/КПСС. 16 января 1919 года был назначен комендантом Стародубской уездной чрезвычайной комиссии. В мае 1919 года вернулся в 1-ю Украинскую Советскую дивизию и был назначен командиром батальона 1-го Украинского Советского Богунского полка. Воевал с петлюровцами и деникинцами. 13 ноября 1919 года был назначен помощником командира 390-го Богунского стрелкового полка 44-й стрелковой дивизии; с 14 января 1920 года — командир 390-го Богунского стрелкового полка 44-й стрелковой дивизии. С 15 октября 1921 года командовал 132-й стрелковой бригадой 44-й дивизии. В 1921 году был награждён орденом Красного Знамени (Приказ РВСР № 256 от 1921 года). В июле 1922 года в ходе реорганизации Красной Армии командовал 132-м стрелковым полком (с 29 ноября 1922 года — 132-й Донецкий стрелковый полк).

### После войны
С 1 октября по 10 августа 1924 года Ф. Н. Гавриченко обучался на курсах старшего комсостава высшей стрелковой школы им. 3-го Коминтерна, после чего вернулся в 44-ю стрелковую дивизию и командовал 130-м Богунским полком. С 7 августа 1925 года временно исполнял должность командира 44-й стрелковой дивизии, в октябре этого же года вернулся командовать 130-м Богунским стрелковым полком.
9 августа 1926 года Гавриченко был назначен на должность помощника начальника Школы червонных старшин в Харькове. С 5 ноября 1926 года — командир 136-го стрелкового полка 46-й стрелковой дивизии, с 15 ноября 1928 года — помощник командира 23-й стрелковой дивизии.
С 23 января по 23 марта 1929 года был слушателем курсов высшего начальствующего состава Военной академии РККА. С 1 февраля 1931 года — командир 96-й территориальной стрелковой Подольской дивизии им. Яна Фабрициуса, с марта этого же года — командир и военком 96-й стрелковой Подольской дивизии им. Яна Фабрициуса.
В 1933 году окончил особый факультет Военной Академии им. М. В. Фрунзе и был командиром 96-й стрелковой дивизии. По другим данным также был командиром 14-й гвардейской стрелковой дивизии (указано в статье о дивизии) и 73-й (Омской) стрелковой дивизии. С февраля 1938 года — начальник Школы червонных старшин имени ВУЦИК.
Фёдор Николаевич Гавриченко был арестован 10 мая 1938 года и в 1940 году был расстрелян в Харьковской тюрьме. По другим данным Особым совещанием при НКВД СССР 21 февраля 1942 года по обвинению в принадлежности к антисоветской украинской военно-националистической организации приговорен к восьми годам ИТЛ. Наказание отбывал в Томско-Асинском лагере, где и умер.
Определением военного трибунала Киевского военного округа от 21 августа 1956 года реабилитирован посмертно и восстановлен в военном звании.